# بالاز میگری
بالاز میگری (انگلیسی: Balázs Megyeri؛ زادهٔ ۳۱ مارس ۱۹۹۰) بازیکن فوتبال اهل مجارستان است که در پست دروازه‌بان برای باشگاه فوتبال دبرتسنی بازی می‌کند.
وی همچنین در تیم‌های ملی فوتبال زیر ۲۱ سال مجارستان و مجارستان بازی کرده‌است.